# ميك روبرتس
ميك روبرتس (بالإنجليزية: Mick Roberts)‏ هو لاعب دوري الرغبي أسترالي، ولد في 1 يونيو 1979 في بريزبان في أستراليا.